# Ayumi Hamasaki
Pour les articles homonymes, voir Hamasaki et Ayu.
Ayumi Hamasaki (浜崎あゆみ, Hamasaki Ayumi) née le 2 octobre 1978 à Fukuoka (Japon) est une chanteuse, auteure-compositrice de J-pop, ancienne actrice et idole japonaise. Également connue sous le surnom « Ayu », diminutif du prénom japonais Ayumi, les médias la surnomment « la reine de la J-pop » en raison de sa popularité et de son influence au Japon ainsi qu'en Asie.

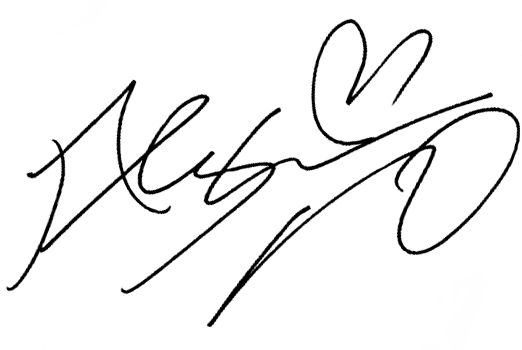
La signature d'Ayumi Hamasaki.

Née à Fukuoka, dans l'arrondissement de Sawara (早良区, Sawara-ku), Ayumi Hamasaki déménage à Tōkyō à l'âge de quatorze ans pour poursuivre une carrière dans le divertissement en tant qu'idole, joue dans quelques films et séries TV, puis sort un premier single et un mini-album en 1995 (tous deux nommés NOTHING FROM NOTHING) sous le nom « AYUMI » sur le label Nippon Columbia, sans succès. En 1997, elle est repérée par le producteur Max Matsuura, futur président du label Avex Trax, et après quelques singles modestement performants, sort en 1999 son premier album A Song for ××, qui débute au sommet des classements de l'Oricon et y reste cinq semaines d'affilée, s'écoulant à plus d'un million quatre cent mille copies. Les albums suivants connaissent le même succès, le troisième, Duty (2000), atteignant les trois millions et restant aujourd'hui sa plus grosse vente concernant les albums studio. A BEST, sa première compilation commercialisée en 2001, demeure avec plus de quatre millions d'exemplaires sa meilleure vente tous disques confondus et correspond au sommet de popularité de la star qui s'étale sur une période comprise entre 1999 et le milieu des années 2000. Pendant cette période, ses singles Boys & Girls, A, SEASONS, M et H sont tous crédités de plus d'un million d'unités.
Grâce à la sortie de son trente-neuvième single Startin' / Born To Be... en 2006, Ayumi Hamasaki devient au Japon l'artiste solo féminine comptabilisant le plus grand nombre de singles numéro un. Mais la seconde moitié des années 2000, période lors de laquelle elle révèle être atteinte depuis 2000 d'une surdité totale et définitive de l'oreille gauche, du fait d'un acouphène dû à ses activités ou de la maladie de Menière, voit une baisse massive des ventes de singles et d'albums qui se confirme dans les années 2010. La chanteuse continue malgré tout chaque année à donner des concerts lors de tournées et à sortir régulièrement des disques, le dernier en date étant le mini-album TROUBLE de 2018.
Ayumi Hamasaki est l'une des artistes ayant vendu le plus de disques au monde avec des ventes estimées à 80 millions à travers dix-sept albums studio, six mini-albums, sept compilations, cinquante-trois singles, vingt-sept albums de remix. Après plus de vingt ans d'une carrière très riche, elle cumule de nombreux records dans son pays natal, notamment : artiste solo japonaise ayant vendu le plus d'albums, artiste féminine avec le plus de singles numéros un et artiste avec le plus grand nombre de singles vendus à plus d'un million d'exemplaires. Elle a ainsi enregistré plus de cent-quarante-cinq chansons.

## Biographie

### Enfance et adolescence
Ayumi Hamasaki est élevée à Fukuoka par sa grand-mère et sa mère (qu'elle surnomme « Mommy » à sa demande) avec qui elle a une relation plutôt distante,. Elle se décrit elle-même comme étant un « garçon manqué » à l'adolescence, un « enfant étrange » qui « aimait être seul ». Elle se souvient peu de son père, parti alors qu'elle était toute jeune.
Elle commence dès l'âge de sept ans à poser pour des entreprises locales (la plus connue étant la Fukuoka Central Bank). Elle part ensuite pour Tōkyō à quatorze ans toujours en tant que mannequin sous contrat avec l'agence SOS mais est transférée vers Sun Music car jugée trop petite. Adolescente, elle pose en bikini (période d'où est issu son premier photobook Terima Kasih) sous son nom puis se fait ensuite appeler Kurumi Hamasaki (浜崎くるみ, Hamasaki Kurumi) Elle joue également, sous le nom d'Ayumi Hamasaki cette fois, dans le film Grains de sable primé au Festival International du Film de Rotterdam en 1996 et au Festival du Film gay et lesbiens de Turin en 1997. En 1995, elle participe à un projet musical avec les rappeurs Dohzi-T et DJ Bass, avec lesquels elle compose le single NOTHING FROM NOTHING et le mini album NOTHING FROM NOTHING, mais qui passent inaperçus. Elle enchaîne les émissions pour idole apprentie chanteuse, en y gagnant un peu d'expérience et de popularité. Elle termine finalement son expérience d'actrice et emménage avec sa mère qui vient alors d'arriver à Tōkyō. Elle assiste ensuite aux cours de l'école d'art Horikoshi (堀越高等学校, Horikoshi Kōtō Gakkō) mais abandonne peu après.

Sans cursus scolaire à suivre ni travail, elle passe la plupart de son temps dans les boutiques de Shibuya et à chanter dans divers clubs, notamment dans un club détenu par Avex : le « Velfarre » (ヴェルファーレ, verufāre),. Le déclic de sa carrière intervient dans la discothèque, grâce à l'une de ses connaissances : sa rencontre avec Masato « Max » Matsuura. Alors qu'elle y chante en karaoké, il la remarque malgré sa voix encore immature et lui propose un contrat. Elle refuse dans un premier temps car elle ne souhaite alors pas en faire son métier ni entrer dans le monde du show business, duquel elle garde un mauvais souvenir depuis sa période actrice et idol. Elle ne fait pas non plus confiance à Max Matsuura et son label : 

« Je trouvais que tout ce truc sonnait louche. Comme s'ils allaient me faire faire quelque chose d'autre. Je n'avais même jamais entendu parler d'Avex, je ne comprenais pas vraiment ce que c'était »

— Interview pour Time Asia, 2002.
 Le label Avex Trax n'est à l'époque qu'à ses débuts et ne dit rien à la jeune femme qui prend Matsuura pour un escroc. Il persiste cependant à vouloir la recruter durant l'année qui suit,. Elle se laisse tout de même tenter car elle aime chanter et n'a pas encore trouvé sa voie. Elle commence à suivre des cours de chant mais n'y assiste pas avec assiduité car elle trouve les professeurs trop rigides et les cours inintéressants, la méthode japonaise étant trop stricte pour cette jeune fille dissipée. Elle fait part de ses sentiments à Max Matsuura qui l'envoie à New York essayer d'autres méthodes.
C'est alors que Matsuura, à la lecture des nombreuses lettres qu'ils s'échangent, lui demande d'essayer d'écrire ses propres paroles,. D'abord étonnée, car c'est bien la première fois que l'on attend quelque chose d'elle, elle s'y attelle tout de même avec beaucoup plus d'assiduité cette fois,. Cet exercice n'étant pas difficile pour elle, car bien qu'ayant du mal à exprimer ses sentiments par la parole, elle aime le faire par écrit,.

### Son ascension: 1998-1999,A Song for ××etLOVEppears
En 1998, les bras chargés de textes, elle peut enfin entamer sa carrière aux côtés de son producteur. Son premier single qui s'intitule poker face paraît le 8 avril 1998 et atteint la 20e place du Top Oricon, le classement des meilleures ventes de singles au Japon. Les singles suivant font mieux : YOU, For My Dear..., Trust et Depend on You qui arrive à dépasser la 10e place. C'est alors que sort l'album A Song for ×× le 1er janvier 1999, composé de seize chansons écrites par elle. L'album arrive à la première place des ventes et s'écoule à plus de 1 400 000 exemplaires. Déjà, ses chansons profondes sur ses sentiments et ses expériences, évoquant la solitude, l'individualisme, parlent au public japonais et lui assure un intérêt et un suivi croissants. Pour ce premier album et ce début de carrière elle reçoit le prix de la Meilleure Nouvelle Artiste de l'Année,,.
Toujours en 1999, elle sort l'album LOVEppears vendu à environ 2,5 millions d'exemplaires,, un album aux sonorités plus orientées vers la musique électronique, et obtient son premier numéro un des charts (LOVE 〜Destiny〜, qui n'est pas sur l'album) et son premier single à atteindre le million, A, incluant quatre chansons : monochrome, Trauma, too late et End roll (1 630 540 copies écoulées, son plus haut total concernant les singles,). Les singles WHATEVER, appears, Fly high et surtout Boys & Girls (plus d'un million d'exemplaires vendus là aussi), quelques-uns de ses plus grands succès et tous des top 10, sont extraits de LOVEppears qui est son deuxième album studio le plus vendu.

### Apogée: 2000-2002,Duty,A BEST,I am...etRAINBOW

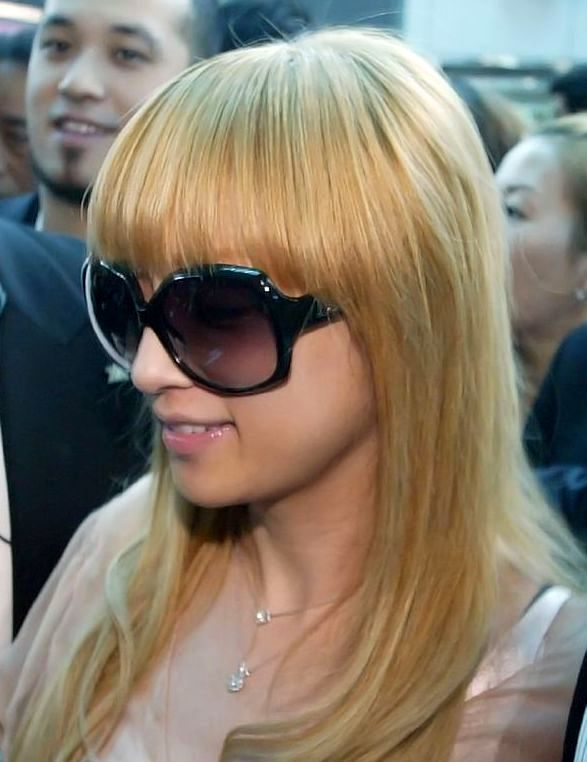
La chanteuse en 2007.

Le début de la décennie 2000 voit le sommet de popularité pour Ayumi Hamasaki ainsi que ses plus grosses ventes, que ce soit en termes d'albums ou de singles. En 2000, elle sort l'album Duty (durant cette période elle sort environ un album chaque année), un autre album à succès dans un autre style musical, un son plus rock et mature, avec une trilogie de singles à succès : vogue, Far away, SEASONS (1 367 400 exemplaires vendus pour SEASONS, sa deuxième plus grosse vente de singles) sans oublier SURREAL et AUDIENCE. Ces chansons et l'album tout entier abordent les thèmes du désespoir, de la nostalgie et de la confusion,,. Duty raisonne particulièrement auprès du public : il cumule trois millions d'exemplaires vendus et se classe comme le sixième album le plus vendu des années 2000,. L'artiste donne de plus cette année-là sa première tournée « ayumi hamasaki concert tour 2000 A » d'avril à août en deux chapitres puis l'inauguration de la tradition des « Countdown Live » du 31 décembre avec le « ayumi hamasaki countdown live 2000-2001 A ».
Elle commence à prendre de l'assurance et sa carrière s'envole. Écrivant toujours ses paroles réputées pour leur justesse, elle se crée un univers musical et visuel. C'est à cette époque que les ayupan commencent à sortir, mascottes de la chanteuse la représentant dans divers costumes de scène ou d'albums, allant jusqu'à être l'héroïne de « mini shows ». Ses chiens, très chers à ses yeux, ont aussi leurs versions en ayupan. Musicalement, durant ce début de décennie, elle gagne un grand nombre de récompenses pour son œuvre, albums et singles confondus. En 2001, sous la pression de sa maison de disques sort son premier best of A BEST,. Malade et mise sous pression face au duel Ayumi Hamasaki / Hikaru Utada monté de toutes pièces par les médias et surtout par Avex qui fit sortir le best of le même jour que le deuxième album Distance d'Hikaru Utada, elle est épuisée, mais face à l'engouement du public pour ce best of et ses derniers singles qui laissent envisager un autre album, elle se remet au travail. Pour promouvoir Duty et A BEST une tournée des dômes est organisée : Tōkyō, Nagoya, Ōsaka et Fukuoka sont les théâtres du « ayumi hamasaki DOME TOUR 2001 A », la tournée donne lieu à un photobook et le concert de Tōkyō, en plus de sa sortie VHS puis DVD, à un jeu interactif sur PS2.
I am... est une autre étape dans sa carrière. À son apogée en 2001 elle compose les musiques de ce dernier sous le pseudonyme de CREA : 

« J'ai découvert que si je le faisais moi-même, c'est plus rapide et plus proche de ce que j'ai à l'esprit. Quand je commence à partir de rien, je peux faire exactement ce que je veux »

— Interview pour Time Asia, 2002.
 Elle est récompensée et applaudie pour son travail, avec de grands succès comme Dearest et evolution, une de ses chansons les plus emblématiques. Touchée par les attentats du 11 septembre à New York, elle place cet album, l'un de ses plus personnels, sous le signe de la paix : « j'avais une idée complètement différente pour la pochette au début. Nous avions déjà réservé l'endroit, décidé de la coiffure et du maquillage et de tout. Mais après l'événement, comme cela est typique de moi, j'ai tout à coup changé d'avis. J'ai su que ce n'était plus le temps pour le clinquant, les décors et les costumes élaborés. Cela peut sembler bizarre quand je le dis, mais j'ai réalisé que ce que je dis et mon apparence ont un grand impact ». Même si l'industrie du disque japonaise subit alors un début de crise, I am... totalise 2 300 000 exemplaires vendus. À cette époque, le poids d'Ayumi Hamasaki dans les ventes d'Avex est tel qu'elle représente à elle seule plusieurs dizaines de pourcents dans ses revenus et qu'un simple retard dans la sortie d'un album fait plonger le cours des titres du groupe Avex à la Bourse de Tōkyō.
Fin 2002, alors que sa carrière s'essouffle, elle dévoile l'album RAINBOW. Elle sort les singles H (comprenant independent, July 1st et HANABI, l'un de ses plus grands succès single avec plus d'un million de CD vendus) ou Voyage. Cet album enregistre des bonnes ventes (plus de 1 850 000 disques), bien qu'inféreures aux précédentes. Certains fans sont déçus du changement de style, mais d'autres y voient un passage progressif vers une nouvelle étape dans la carrière de la chanteuse.
Peu de temps après sort A BALLADS, une compilation de quelques-unes de ses ballades les plus notables avec un mélange entre versions originales et titres revisités (plus la chanson RAINBOW, écrite après la consultation des messages de fans reçus pour la chanson) qui rencontre un certain succès.

### 2003-2006:Memorial address,MY STORY,(miss)understoodetSecret
Elle est très prise par ses nombreux concerts, enchaînant deux tournées par an : une tournée s'étalant généralement sur trois mois et un traditionnel concert la nuit du 31 décembre : les « Countdown Live », l'occasion pour la chanteuse de se représenter lors du passage de la nouvelle année, plus des apparitions dans de nombreux événements musicaux. D'année en année et malgré quelques changements la chanteuse s'est formé une équipe solide et relativement stable, certains la suivant depuis ses débuts comme le guitariste Yoshio Nomura et le bassiste Enrique. Toujours dans le désir de contrôler sa carrière, elle s'entoure de danseurs (et du reste de son équipe) selon ses affinités, la complicité sur scène se ressent. Lors de la tournée « A museum 〜30th single collection live〜 » en 2003 deux choristes font leur apparition, évitant ainsi d'utiliser une bande sonore pour les deuxièmes voix lors des lives et de favoriser l'improvisation.
En 2003, &, forgiveness et No way to say sont dévoilés et pour célébrer son trentième single (forgiveness), elle assure le « A museum 〜30th single collection live〜 » au Yoyogi National Gymnasium. Le mini-album Memorial address qui inclut ces chansons paraît en décembre 2003. Il est le premier à sortir en version CD+DVD en plus de la version CD simple, reflétant l'intérêt de la chanteuse pour ses clips et sa volonté de s'impliquer dans leurs contenus. Comme tous ses prédécesseurs, Memorial address s'octroie la première place de l'Oricon et s'écoule à plus d'un million d'exemplaires,, mais les ventes de singles commencent à nettement faiblir et bien que les trois issus de Memorial address accèdent au sommet du chart Oricon, & (qui contient ourselves, Greatful days, HANABI 〜episode II〜 et theme of a-nation '03) est le dernier de ses singles à se vendre à plus de 500 000 copies.
Vers la fin de son « ayumi hamasaki ARENA TOUR 2003-2004 A » elle devient de plus en plus mécontente de son statut chez avex, où elle a le sentiment d'être traitée comme un produit plutôt que comme une personne (bien que favorable à cet état de fait à ses débuts : « c'est nécessaire que je sois vue comme un produit. Je suis un produit »), ce qui s'ajoute à la frustration due à ses deux précédents albums : elle sent en effet qu'ils ont été réalisés précipitamment. Ceci mène au travail sur son nouvel album à sortir MY STORY qui, en contraste avec certains autres albums (particulièrement I am...), n'a pas de thème défini et ne correspond pas à la volonté d'écrire « quelque chose qui donne de l'espoir aux gens » mais plutôt à l'intention de s'exprimer librement et honnêtement. Le résultat est donc largement autobiographique quant à ses émotions et son ressenti par rapport à sa carrière. La composition est elle aussi librement appréhendée et la sonorité rock typique de MY STORY exprime son goût pour ce style. La chanteuse est tellement contente de l'album qu'elle déclare que MY STORY est le premier de ses albums dont elle est pleinement satisfaite. Les singles Moments, INSPIRE et CAROLS atteignent le top de l'Oricon et avec 1 100 000 disques vendus MY STORY reste son dernier album à franchir le seuil du million,. De janvier à avril 2005 est organisé le « ayumi hamasaki ARENA TOUR 2005 A 〜MY STORY〜 », première de ses tournées à être fondée sur un album, et elle collabore avec l'Orchestre Lamoureux de Paris, dirigé par Yutaka Sado, pour My Story Classical, alter-égo en version classique de MY STORY. Une réorchestration de A Song is born, incluse dans l'album, est jouée lors de l'ouverture de l'Exposition spécialisée de 2005 dans la Préfecture d'Aichi.
Son septième album (miss)understood, sorti en janvier 2006, est un album avec une histoire particulière : elle veut utiliser des titres du groupe Sweetbox et obtient l'autorisation de retravailler certaines chansons du groupe de la part du compositeur Roberto « Geo » Rosan. Elle réarrange et réécrit des titres pour qu'ils lui correspondent, et cela donne un album aux sonorités variées : ballades, funk, dance-pop, R&B, chœurs de gospel et rock,,,. Tous les singles de (miss)understood prennent la première place des charts et Bold & Delicious devient le vingt-cinquième single de la chanteuse n° 1 de l'Oricon, égalant le record du plus grand nombre de numéros un par une artiste féminine détenu jusque-là par Seiko Matsuda. Malgré ça, (miss)understood (lui aussi arrivé no 1), ne s'écoule qu'à moins d'un million d'exemplaires, son premier à se trouver dans cette situation,. La tournée « ayumi hamasaki ARENA TOUR 2006 A 〜(miss)understood〜 » suit, du 11 mars au 11 juin 2006. Le premier single de cette année, Startin' / Born To Be..., lui permet de détenir, pour une artiste féminine, le record de vingt-six singles numéros un,.
Secret, sorti en novembre 2006, a donc pour thème les secrets : « mais ce n'est pas un secret dans le sens « je vais vous dévoiler quelque chose que vous ne saviez pas ! ». Ce pourrait-être plutôt à propos de « moi » dans ma vie quotidienne, ou à propos de vous. Tout le monde garde des secrets. Il n'y a pas une personne sur cette planète qui n'a pas au moins un secret ou qui peut dire aux autres tout sur il ou elle. Même quand vous essayez de comprendre les autres, il y a toujours un « vous » que vous êtes le seul à connaître. J'ai des facettes que seules quelques personnes connaissent et d'autres que tout le monde connaît. C'est ce que j'appelle un secret. Et en ce sens, il y a des secrets inclus dans l'album ». Secret explore aussi l'amour, la tristesse, des figures féminines fortes, des chansons évoquent ses difficultés personnelles et encourage les femmes,,,. L'album est initialement supposé être un mini-album mais, à la suite de soudaines inspirations, elle écrit de quoi composer un album complet. Secret est constitué principalement de chansons rock et de ballades, et elle confie avoir essayé de nouvelles techniques vocales,. Une fois de plus, cet album prend la première place de l'Oricon, ce qui fait d'Ayumi Hamasaki la seule artiste à détenir le record de huit albums studio consécutifs numéros un. Mais ses ventes confirment le déclin amorcé depuis quelque temps déjà : Secret ne passe pas le million de disques vendus,.

### 2007-2008:A BEST 2 -WHITE-&-BLACK-, première percée internationale etGUILTY

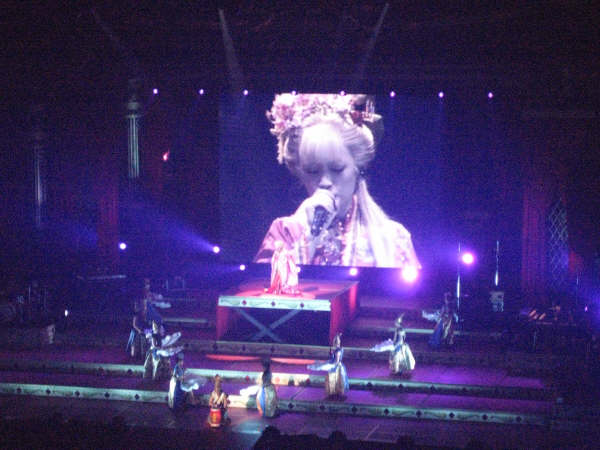
Un concert en avril 2007 pendant le « ayumi hamasaki ASIA TOUR 2007 A 〜Tour of Secret〜 ».

L'actualité discographique de la chanteuse en ce début d'année 2007 est centrée sur la sortie le 27 février de la double compilation A BEST 2 (version A BEST 2 -WHITE- et A BEST 2 -BLACK-) qui fait une synthèse des chansons de I am... jusqu'à (miss)understood, les deux disques démarrant respectivement aux première et deuxième positions de l'Oricon pour finir l'année cinquième et septième albums les plus vendus de 2007,.
De mars à juin elle embarque sur le « ayumi hamasaki ASIA TOUR 2007 A 〜Tour of Secret〜 », sa toute première tournée incluant des concerts hors du Japon. Elle se produit à Taipei, Shanghai et Hong Kong. Ses fans étrangers attendaient ces concerts avec impatience et les billets pour les shows de Taipei et Hong Kong partent tous en moins de trois heures dès leurs mise en vente,.
Après plus d'un an sans sortie de single, glitter / fated est proposé et un court-métrage tourné à Hong-Kong avec l'acteur hongkongais Shawn Yue nommé « 距愛 〜Distance Love〜 » lui sert de clip. Ce single et le suivant talkin' 2 myself occupent la première place du chart, continuant sa série de numéros un. En décembre, elle dévoile Together When..., tout premier de ses singles à être disponible seulement en téléchargement. Il prend lui aussi la place de no 1 des téléchargements mensuels et est certifié « platine » (500 000 téléchargements),.
Son nouvel et neuvième album GUILTY (1er janvier 2008) n'est pas créé avec une thématique particulière en tête même si elle révèle plus tard qu'une histoire transparait dans les chansons de l'album. La plupart sont assez sombres, rock, avec aussi des titres plus dance,,,. GUILTY ne peut pour la première fois pas atteindre la première position du classement Oricon et reste à la deuxième place, terminant sa série en cours de huit albums consécutifs au sommet du chart japonais,,. Il est également proposé en version numérique dans vingt-six pays dont dix-neuf occidentaux. Ceci, ajouté à sa décision de collaborer avec des producteurs tels The Young Punx, Coldcut, Para One ou Armand van Helden pour ses remix sortis en mars ayu-mi-x 6 -GOLD- et ayu-mi-x 6 -SILVER-, est interprété comme une première tentative de mouvement vers l'international. Le 8 janvier 2008, elle déclare sur son blog être atteinte depuis 2000 de surdité totale et définitive de l'oreille gauche, du fait d'un acouphène ou de la maladie de Menière.

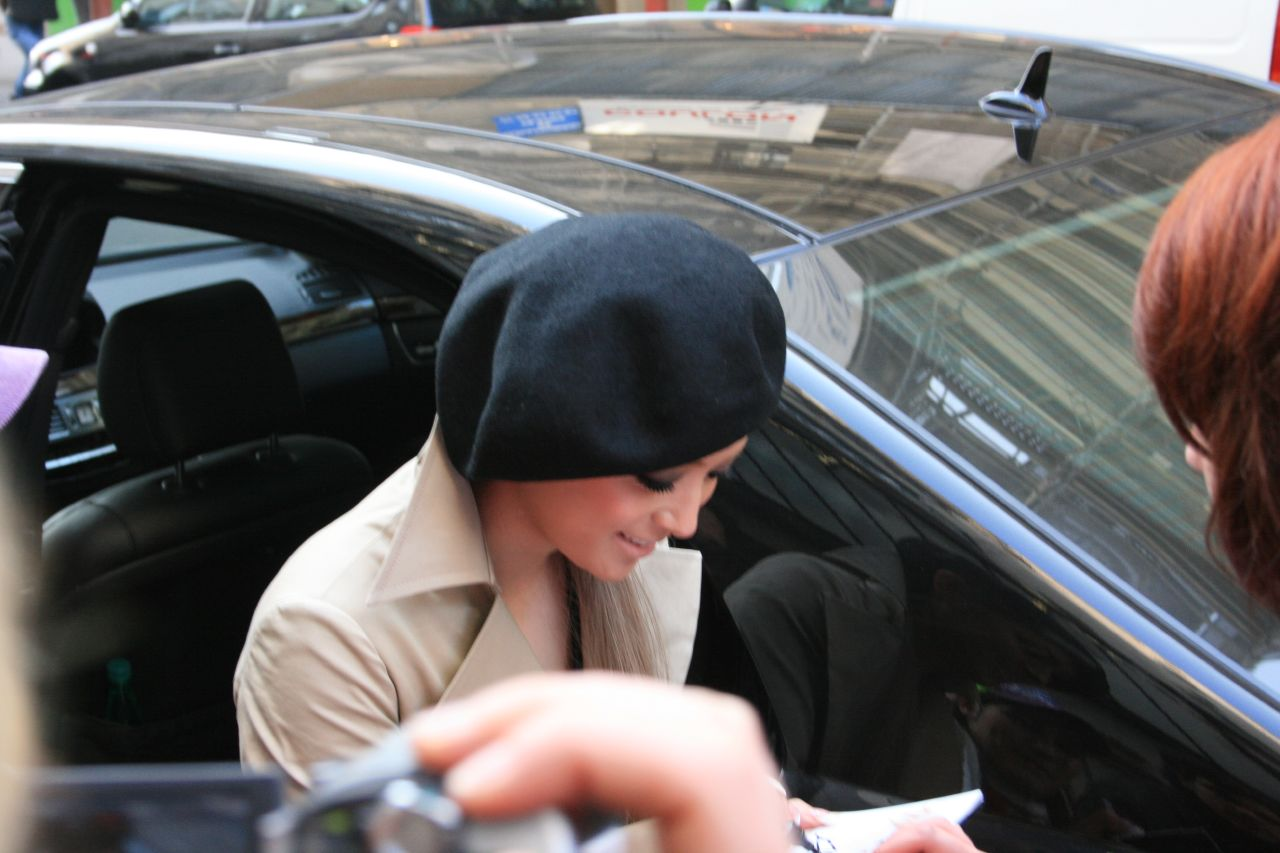
Ayumi Hamasaki à Paris pour le tournage du clip de Mirrorcle World.

En février 2008, pour la première fois, elle se rend en France à Paris, pour tourner le clip de Mirrorcle World, et y est accueillie, à sa grande surprise et à celle de son staff, par des fans, certains ayant même la chance d'assister au tournage. Mirrorcle World est dévoilé le 8 avril 2008, pour célébrer ses dix ans de carrière chez avex. Il arrive premier des ventes, ce qui fait d'elle la seule artiste féminine avec un single classé no 1 et ce chaque année depuis dix ans sans interruption. Toujours en avril et jusqu'en juin, elle se lance dans une nouvelle tournée asiatique qui, en plus des concerts japonais, compte des arrêts à Shanghai, Taïwan et Hong Kong : l'« ayumi hamasaki ASIA TOUR 2008 〜10th Anniversary〜 », qui concourt donc aux célébrations des dix ans.
Le 10 septembre elle sort une compilation, A COMPLETE 〜ALL SINGLES〜, englobant tous ses singles de poker face à Mirrorcle World, avec sur le DVD des performances live. Il occupe lui aussi la première position du classement Oricon lors sa sortie et la deuxième pour sa deuxième semaine.

### 2009-2011:NEXT LEVEL,Rock'n'Roll Circus,Love songsetFIVE
Après Days / GREEN en décembre 2008, c'est un single orienté rock, Rule / Sparkle, qui sort en février 2009 et tous deux perpétuent la série de singles n° 1. L'une des deux chansons, Rule, a été écrite pour la bande originale du film Dragonball Evolution, cette dernière sort dans soixante pays et y restera interprétée en japonais.
Son nouvel album NEXT LEVEL, sorti le 25 mars 2009, est proposé sur de multiples formats : CD, CD+DVD, 2CD+DVD et enfin sur clé USB (un fichier PDF inclut le livret et 2 Go d'espace supplémentaire est alloué). À propos de ce support innovant elle déclare : « Comme la façon dont nous écoutons la musique change de jour en jour, j'ai regardé les choses du point de vue de l'auditeur et décidé de le vendre de cette manière ». Musicalement, NEXT LEVEL est un album electro et dance. Il parvient à la première position de l'Oricon et grâce à cela elle devient la seule artiste avec un album n° 1 depuis onze ans consécutifs, même s'il est seulement certifié « double platinum » (500 000 exemplaires), son plus faible score de vente à ce moment de sa carrière. Le 7 avril 2009, pour fêter et promouvoir la sortie de son photobook « Ayu no Deji Deji Nikki 2000-2009 A », elle apparait pour un événement dans la tour 109 de Shibuya, Tōkyō. Sa venue surprise rassemble une foule estimée à plusieurs milliers de personnes et crée un grand désordre sur la route, en contravention avec les règles d'utilisation de la voie publique. Cet événement est connu au Japon sous le nom de « Shibuya Guerrilla Event » (渋谷ゲリライベント, Shibuya Gerira Ibento),.
Dans la lignée de ses singles estivaux, elle dévoile le 12 août 2009 Sunrise / Sunset 〜LOVE is ALL〜 qui atteint une nouvelle fois le sommet du chart (vingt-et-unième consécutif et trente-troisième au total) et lui permet d'établir un autre record : avec Sunrise / Sunset 〜LOVE is ALL〜 elle est l'artiste avec le plus de singles dans le top 10, quarante-quatre. En toute fin d'année, le 29 décembre, c'est son troisième single de 2009 You were... / BALLAD qui sort, décliné en trois versions différentes : CD simple et deux versions CD+DVD avec des pochettes et des contenus différents.
En janvier 2010 après un voyage à Londres, elle enregistre son album Rock'n'Roll Circus (au Metropolis Studio). Sur place, elle tourne également deux clips : Microphone et Sexy little things tous deux réalisés par Masashi Muto (You were..., Ladies Night, Depend on you, is this LOVE?). De retour au Japon, elle finalise l'enregistrement de son album, tourne encore deux clips : Don't look back par Hideaki Sunaga (About You, Greatful days, 1 LOVE) et Lady Dynamite par Kazuyoshi Shimomura (Mirrorcle World, GREEN, Sparkle). Dans le même temps, elle prépare sa tournée « ayumi hamasaki ARENA TOUR 2010 A 〜Rock'n'Roll Circus〜 » puis l'album est révélé le 14 avril 2010. Il contient des « titres gothique-rock puissants et mélodramatiques », de la pure pop, également des chansons pop-rock et des ballades.
Le 8 avril 2010 elle commence, comme d'autres artistes, à utiliser son compte Twitter, qui est suivi quelques jours après l'ouverture par des fidèles du monde entier, et étend sa présence sur internet de manière générale avec l'ouverture de comptes Myspace et Ustream,. Quelques mois plus tard, c'est sur Weibo qu'elle ouvre un microblog, suivi en moins d'une semaine par plus de 500 000 abonnés chinois. En juillet l'entreprise Livespire annonce qu'une des dates de la tournée « ayumi hamasaki ARENA TOUR 2009 A 〜NEXT LEVEL〜 » sera projetée dès le 28 août en 3D dans certains cinémas à travers tout le Japon (un blu-ray 3D du concert sortira plus tard),.
Le 14 juillet 2010, son quarante-huitième single MOON / blossom est dévoilé. Il fait partie d'un projet en trois sorties pour célébrer l'arrivée prochaine du cinquantième qui compte comme quarante-neuvième et cinquantième singles crossroad et L. Le premier sort le 22 septembre et le suivant le 29 septembre.
Love songs, son douzième album studio, paraît le 22 décembre le même jour que la chanson Dream ON de Naoya Urata en duo avec la chanteuse (qui l'a également écrite et produite). L'album et ce duo finissent premier du classement Oricon et Love songs permit encore d'établir un nouveau record : l'unique artiste à compter durant treize années consécutives un album au sommet de l'Oricon.
La tournée qui doit avoir lieu à partir d'avril 2011 est déplacée en mai à cause du tsunami et de la catastrophe qui s'ensuit puis renommée « ayumi hamasaki 〜POWER of MUSIC〜 2011 A ». Touchée par ce désastre, elle s'engage activement pour les victimes.
Une sortie de compilations a lieu le 20 avril 2011 : ayu-mi-x 7 -version HOUSE-, ayu-mi-x 7 -version Acoustic Orchestra-, ayu-mi-x 7 presents ayu trance 4 et ayu-mi-x 7 presents ayu-ro mix 4 disponibles aussi dans le ayu-mi-x 7 -LIMITED COMPLETE BOX- qui sort le même jour ainsi qu'à l'international sur iTunes. Et le 20 avril toujours, c'est au tour des DVD ayumi hamasaki Rock'n'roll Circus Tour FINAL 〜7days Special〜 et A 50 SINGLES 〜LIVE SELECTION〜 qui prennent respectivement la première et deuxième place de l'Oricon. Ces sorties permettent à Ayumi Hamasaki d'être la seule artiste avec quatre albums dans le top 10 et deux de ses DVD aux deux premières positions du chart. Leur date de sortie a été repoussée là aussi à cause du tsunami. Le 4 mai c'est un autre record qui est établi : l'artiste féminine qui a vendu le plus de DVD, 2 313 000 exemplaires.
Le 31 août 2011 sort le mini-album FIVE, huit ans après son premier Memorial address. Il n'a aucun single associé, une première pour un de ses albums mais la chanson progress est sélectionnée par Namco Bandai Games pour être la chanson d'introduction du jeu vidéo Tales of Xillia. FIVE est au top du chart japonais pendant deux semaines, ce qui n'était plus arrivé depuis (miss)understood, mais n'est certifié que « gold » (100 000 copies). Il inclut aussi des chansons en duo avec JUNO et Naoya Urata.
Le coffret A CLIP BOX 1998-2011 qui comprend, sur six DVD ou quatre blu-ray, tous ses clips depuis poker face jusqu'au mini-album FIVE avec de nombreux bonus, sort le 1er janvier 2012. Le 8 février c'est son deuxième single numérique (et cinquante-cinquième en tout) how beautiful you are qui sort et sert de générique à un drama.

### 2012-2013: 15 ans de carrière, sorties de compilations etLOVE again
Le 21 mars 2012 elle sort son treizième album, Party Queen, qui rate la première place de l'Oricon et atteint la deuxième tout comme GUILTY cinq ans plus tôt. Puis le 6 août est lancée sa sixième compilation A SUMMER BEST qui inclut deux chansons disponibles en téléchargement : Happening Here (une reprise de TRF) et You & Me.
En septembre de la même année il est annoncé que pour célébrer son 15e anniversaire de carrière qui aura lieu le 8 avril 2013, elle sortira cinq nouvelles œuvres successives pendant cinq mois dès le 8 novembre 2012, et ce jusqu’au 8 mars 2013,. C'est tout d’abord deux mini albums, LOVE et again pour novembre et décembre, la compilation A Classical le 8 janvier (contenant des arrangements de type classique de certaines de ses chansons), son 14e album studio LOVE again, qui est constitué de chansons des deux précédents mini albums et enfin en mars les DVD/blu-ray de son « ayumi hamasaki ARENA TOUR 2012 A 〜HOTEL Love songs〜 ».
Le 13 avril 2013 débute le « ayumi hamasaki 15th Anniversary TOUR 〜A BEST LIVE〜 » qui dure quatre mois jusqu’au 28 juillet. La sélection des titres est faite par les fans via un vote et le concert sort en album live (son premier) le 18 septembre,. Les DVD et blu-ray sortent quant à eux en octobre.
Le 25 décembre Feel the love / Merry-go-round est dévoilé, elle n’a alors plus sorti de single physique depuis trois ans. Feel the love est composé par Tetsuya Komuro et produit par Dj Hello Kitty, alors que Merry-go-round compte Taku Takahashi de M-Flo à la production et Verbal en duo, deux titres très influencés par la dance-pop occidentale.

### 2014-2015:Colours,A ONE,sixxxxxx
Après Pray 27 janvier 2014, c'est Hello new me, un autre single numérique, qui paraît le 14 mai. Entre le 30 mai et le 6 juillet a lieu la tournée « ayumi hamasaki PREMIUM SHOWCASE 〜Feel the love〜 » s'étalant sur onze dates et trois villes : Nagoya, Ōsaka et Tōkyō, qui présente des performances plus courtes et sans interruptions, un changement par rapport à ses tournées régulières, avec également des « acrobaties aériennes » au début des concerts.
Le 2 juillet Colours, son quatorzième album, est dévoilé. Il inclut la participation de producteurs renommés : RedOne, Rodney Jerkins, Armin van Buuren et Fedde le Grand, une première pour elle que d'être entourée principalement d'occidentaux pour une de ses œuvres. Colours ne se hisse qu'à la cinquième place de l'Oricon, ce qui en fait le premier de ses albums studio à ne pas débuter dans le top 3. Malgré tout, il s'agit tout de même d'un record puisqu'elle devient au Japon la deuxième artiste après Yumi Matsutōya à avoir quarante-sept de ses disques dans le top 10.
Le 8 octobre elle participe au « a-nation » à Singapour, pour la seconde fois, douze ans après sa performance en 2002 au MTV Asia Awards 2002. Via Facebook elle annonce le 2 novembre qu'elle a commencé à travailler (accompagnée de Tetsuya Komuro, Kunio Tago et Tetsuya Yukumi) pour un single, précisément une « trilogie de ballades d'hiver », et le 6 leurs titres sont révélés : Zutto... / Last minute / Walk, pour une sortie le 24 décembre. Une future collaboration avec Hikaru Utada est dévoilée le 10 pour un album de reprise qui sort le 9 décembre. L'album, intitulé Utada Hikaru no Uta, inclut son interprétation du single d'Hikaru Utada Movin' on Without You de 1998.
Quant à la trilogie Zutto... / Last minute / Walk, elle parvient à la cinquième place de l'Oricon, ce qui fait d'Ayumi la toute première artiste solo à obtenir cinquante singles dans le top 10, seulement dépassée dans l'ensemble du chart par des groupes, Morning Musume (cinquante-sept) et SMAP (cinquante-trois),. Toujours en décembre elle fait savoir qu'elle ne participera pas au Kōhaku Uta Gassen du nouvel an alors qu'elle y assiste depuis quinze ans. Elle explique vouloir diminuer ses responsabilités et ses engagements dans des choses où elle se sent forcée de participer pour se concentrer sur ses projets de carrière, notamment une expansion dans toute l'Asie.
Le 15 février 2015, elle fait une apparition surprise lors du concert de JJ Lin à Taipei, Taïwan. Ils chantent en duo SEASONS et annoncent que JJ Lin produira une chanson pour l'album à venir, A ONE. Il sort donc le 8 avril, incluant les titres Zutto..., Last minute, Walk, la reprise de Movin' on Without You, et le titre produit par JJ Lin, The GIFT. Entre avril et juillet la chanteuse se lance dans la tournée « ayumi hamasaki ARENA TOUR 2015 A Cirque de Minuit 〜真夜中のサーカス〜 », qui consiste en une sélection de trente-quatre chansons sur trois heures et quarante-cinq minutes de concert, ses plus longs jamais tenus. Lors du final elle annonce une nouvelle tournée exclusivement destinée aux membres de la TeamAyu, le « ayumi hamasaki TA LIMITED LIVE TOUR », ce qu'elle n'avait plus fait depuis douze ans. Il démarre le 29 septembre et compte seize concerts,.
Une nouvelle chanson, Step by step, utilisée dans un drama pour la NHK est proposée en téléchargement le 1er juillet, puis le 5 août sixxxxxx (son sixième mini album) est commercialisé, comprenant Step by step et Sayonara avec le groupe taïwanais SpeXial, Sayonara devenant numéro un des téléchargements à Taiwan, Hong Kong, Singapour et en Malaisie. Ayumi participe ensuite au « a-nation » et chante le titre Departures de Globe, Tetsuya Komuro et Naoya Urata la rejoignant sur scène. Elle enregistre aussi Many Classic Moments, de Globe également, qui fait partie d'un album hommage au groupe. Pour la fin d'année, précisément le 23 décembre, la chanteuse dévoile un album dont le thème est l'hiver : Winter diary 〜A7 Classical〜, comprenant des chansons de A ONE et sixxxxxx remixées de manière classique, de même que Winter diary, une toute nouvelle chanson,. Pour promouvoir le disque elle crée un compte Instagram actif seulement un mois jusque fin janvier 2016, elle y partage des photos du tournage du clip de Winter diary à Taiwan et aussi les préparatifs du « COUNTDOWN LIVE » pour le passage de 2015 à 2016.

### À partir de 2016:M(A)DE IN JAPAN, tournées successives etTROUBLE
Sur Instagram elle confirme qu'elle travaille bien sur un nouvel album, son dix-septième. Un peu plus tard une version « -15th Anniversary Edition- » de son best of A BEST est dévoilée,. En mai débute la tournée « ayumi hamasaki ARENA TOUR 2016 A 〜M(A)DE IN JAPAN〜 » inspirée par les concerts du « ayumi hamasaki COUNTDOWN LIVE 2015-2016 A 〜M(A)DE IN TOKYO〜 », avec pour support les chansons de l'album M(A)DE IN JAPAN sorti à la grande surprise le 11 mai, uniquement sur le site AWA où il obtient un million de streamings après cinq jours,. La sortie physique a lieu le 29 juin 2016 et permet à la chanteuse, grâce à la deuxième place atteinte à l'Oricon, de devenir l'artiste avec le plus de disques (cinquante) dans le top 10.
Un single en téléchargement, We are the QUEENS (en), est proposé le 30 septembre 2016. Il sert de thème musical au jeu pour smartphone Clash of Queens. Elle joue d'ailleurs dans un spot TV pour promouvoir le jeu.
Le 6 septembre 2017 c'est un nouveau titre, mais en téléchargement gratuit cette fois, qui est disponible jusqu'au 30 novembre sur le site mu-mo pour les spectateurs de la tournée « ayumi hamasaki Just the beginning 第2章 ～sacrifice〜 » : WORDS.
La principale actualité en 2017 pour l'artiste est la tournée « ayumi hamasaki『Just the beginning -20- TOUR 2017』 », qui débute le 13 mai 2017 à la Yokohama Arena et se termine le 17 juillet au Ōsaka-jō Hall. Elle est suivie d'une deuxième manche « ayumi hamasaki Just the beginning 第2章 ～sacrifice〜 » du 6 septembre dans le Pacifico Yokohama National Convention Hall au 28 novembre dans le Shunanshi Bunka Hall, Yamaguchi. Une troisième et dernière manche « ayumi hamasaki Just the beginning 第3章 » s'étale du 2 décembre 2017 au Wakayama Prefectural Cultural Hall et s'acheve le 20 février 2018 au Okinawa Convention Center. Avec soixante dates à travers tout le Japon les différentes occurrences de la tournée « Just the beginning » en font la plus longue depuis le début de sa carrière.
Cette tournée inaugure les célébrations de ses vingt ans de carrière et alors qu'elle n'est pas encore terminée, une nouvelle est annoncée : le « ayumi hamasaki ARENA TOUR 2018 ～POWER of MUSIC 20th Anniversary～ » qui s'étend du 7 avril au 22 juillet en commençant à la Saitama Super Arena et se terminant au Ōsaka-jō Hall pour un total de onze dates. Dans ce cadre, elle se produit sur la scène de la Saitama Super Arena le 8 avril 2018 pour célébrer ses vingt ans de carrière, avec une grande émotion pour elle et son public, effectivement vingt ans jour pour jour après la sortie de son premier single chez avex trax, poker face,.
Elle chante le 6 mai 2018 à la « Tōkyō Rainbow Pride » organisée dans les quartiers de Shibuya et Shinjuku, le plus grand événement LGBT au Japon, en faveur des droits et de la reconnaissance de la communauté, une cause qui lui tient à cœur,. Un peu plus d'un mois après avoir partagé l'information sur le site de la TeamAyu, c'est de manière publique sur facebook qu'elle annonce officiellement le 30 mai 2018 qu'elle entrera bientôt en studio pour travailler sur un nouvel album : le mini-album (pourtant officiellement présenté en tant qu'album), intitulé TROUBLE et constitué de cinq chansons dont trois inédites, sort le 15 août 2018, après une longue campagne de « teasing » sur les réseaux sociaux. Elle prend par la suite la route pour des tournées en séries qui s'enchaînent sur près de deux ans.
Au cours de l'été 2019, un roman autobiographique intitulé M愛すべき人がいて (M aisubeki hito ga ite) est publié,,, et dévoile la relation amoureuse que la chanteuse et son producteur de toujours Max Matsuura vécurent jusqu'en 1999. Le livre qui devient un succès est adapté plus tard en drama,,.
Deux nouveaux singles, en version numérique, sortent en juillet 2020 : Ohia no Ki (en) puis Dreamed a Dream (en). En avril 2021 un nouveau single 23rd Monster (en) est dévoilé. L'année suivante paraissent Nonfiction (en) en avril et Summer Again en juillet 2022.

## Style de l'œuvre et approche artistique

### Vue d'ensemble
Une des caractéristiques de l'œuvre d'Ayumi Hamasaki est la diversité de ses styles : pop, ballade, rock, léger RnB, dance et électro. Alors que A Song for ×× restait simple et enfantin dans les mélodies, au fil des années les albums ne se ressemblent pas : le côté dance de LOVEppears, l'arrivée des guitares électriques dans Duty qui se confirmera dans I am..., le RnB de RAINBOW puis le retour vers un son plus rock et sombre dans MY STORY en 2004 et se confirme avec (miss)understood, même si la pop fait un retour au fil des singles.
Ses mélodies et sa voix sont en alternance selon les sondages (exclusivement réalisés auprès du public japonais) en deuxième ou troisième position des aspects préférés de son œuvre et de ses talents pour les personnes interrogées,,,,,, malgré le fait que ses fans considèrent parfois sa voix comme « perçante » dans les aigus voire « irritante ». Sa musique est considérée comme parmi les plus influentes au Japon, en partie due à ses chansons écrites par elle-même et à son évolution constante, bien que certains critiques créditent cela aux stratégies marketing intelligemment mises en place. Ses paroles ont été remarquées pour la « beauté conflictuelle ou inharmonieuse » qu'elles portent et lui ont amené l'intérêt du public de son époque. Les chansons sont essentiellement en japonais bien que la quasi-totalité aient des titres en anglais (à quelques rares exceptions comme kanariya, HANABI, HANABI 〜episode II〜, écrites d'ailleurs elles aussi en alphabet) mais aucun mot significatif d'anglais et ceci jusqu'à l'album RAINBOW n'avait été employé. La juxtaposition entre son image et ses textes a contribué à son succès dans son pays d'origine mais aussi en Asie et même à l'international,,.
En plus de l'aspect purement musical, l'artiste est aussi considérée comme influente grâce à l'aspect visuel, au sens large du terme, de son œuvre et de sa personne,,,,. Est utilisé au Japon le terme « charisma » (カリスマ, karisuma) qui se dit d'une personne qui attire les foules, qui parle au public, un mot accolé à la star de nombreuses fois dans sa carrière. Elle combine des influences occidentales et asiatiques (dans sa musique et son style vestimentaire) et est vue comme une avant-gardiste qui lance des modes et des tendances au Japon mais également au-delà, dans toute l'Asie,,. Le Guardian remarque que la chanteuse a réussi à « marier des hits accessibles avec des costumes extravagants et des vidéos très conceptuelles ». Elle a par ailleurs reçue de la part de l'Oricon de très nombreuses distinctions sur son apparence,,. Sa grande influence et ses changements de style, son renouvellement à travers les années, font qu'elle a parfois été comparée à Madonna,.

### Écriture
Les textes d'Ayumi Hamasaki ont toujours eu un écho parmi ses fans qui louent leur honnêteté et leur sincérité de même que la force de certains qui « expriment la détermination ». Dans deux sondages commandés par Oricon les paroles reviennent comme l'aspect favori de l'œuvre de la chanteuse,. Le Japan Times remarque qu'elle a « développé une réputation de parolière méditative et introspective », d'autres mettent en exergue sa capacité à « assembler des idées invraisemblables »,, ou une « touche poétique rarement égalée par ses pairs ». L'Oricon, dans une de ses nombreuses publications spéciales à propos de la chanteuse, évoque « des paroles infiniment profondes ». Ayant « du mal à exprimer sa pensée », elle utilise ses chansons comme un exutoire, s'inspirant de ses expériences et émotions (ou celles de ses amis) et essayant de les transcrire « honnêtement dans des mots »,. Elle déclare que l'honnêteté est essentielle pour ses textes : « si j'écris quand je vais mal, ce sera une chanson sombre, mais peu importe. Je veux être honnête avec moi-même à tout instant ». De fait elle n'utilise pas de paroles en anglais jusqu'à l'album RAINBOW (notamment dans Real me) parce qu'elle sent qu'elle s'exprimera mieux en japonais.
Les thèmes ont une grande variété. De A Song for ×× qui parle de solitude et confusion, tout comme LOVEppears et Duty qui abordent surtout des problèmes personnels, elle glisse vers une approche plus large avec I am... et RAINBOW, évoquant la paix ou la foi. Elle prend conscience de son influence sur la société et fait passer des messages importants à ses yeux. Une des marques de cette nouveauté est l'utilisation du pronom « bokura » (僕ら, « nous »). Sa maturité et une confiance en elle qu'elle trouve au fil du temps se voit dans ses paroles, avec par exemple l'apparition de textes sur la lutte des femmest. Avec GUILTY elle partagee des textes de soutien et d'encouragements avec le public. Les chansons talkin' 2 myself, Mirrorcle World et rollin', pour ne citer qu'elles, abordent les difficultés de la vie, de l'époque, des réflexions que l'on retrouve souvent,. L'amour est un thème omniprésent dans toute l'œuvre de l'artiste, de A Song for ×× à TROUBLE.

### Composition
En plus d'écrire les paroles de toutes ses chansons, elle commence dès l'album I am... à s'impliquer dans la composition et, de manière générale, dans la direction artistique de son œuvre pour qu'elle soit la concrétisation fidèle de sa vision personnelle. Alors que Max Matsuura est crédité officiellement comme étant le producteur des disques, il s'exprime sur le vrai rôle de l'artiste : « Ayu est très méticuleuse. Une grande part de son travail est plus celui qu'il y a dans le champ d'un producteur. Je pense vraiment que l'on devrait dire « produit par Ayumi Hamasaki » ». Dans les trois premiers albums (A Song for ××, LOVEppears et Duty) elle laisse la composition à ses musiciens : « je ne suis pas une professionnelle, je manque même des connaissances basique pour composer », mais pour le single M, insatisfaite des propositions de son équipe, elle se lance dans ses propres compositions. I am..., composé avec D・A・I, est représentatif de cette étape de sa carrière : elle dirige la production des chansons, des clips et du visuel de l'album. Elle compose moins après cela : neuf titres sur RAINBOW (presque tous de sa composition sur I am...), deux pour Memorial address, trois pour MY STORY et un seul sur (miss)understood. Depuis l'album Secret, elle n'est plus créditée sur aucune chanson. Mais « CREA » continue d'apporter sa touche personnelle dans tous les albums sans exception depuis 2001.
À travers les dizaines de chansons écrites, de nombreux styles sont abordés : dance, métal, R&B, rock progressif, pop et classique, et une grande diversité d'instruments et d'instrumentations sont utilisés : piano, orchestre, gospel, guitares, shamisen, boîte à musique.

### Clips vidéos
Les clips sont parfois l'occasion de transcrire l'esprit d'une chanson grâce à des scénarios, ainsi qu'avec un certain sens de l'esthétique comme pour SURREAL ou M. L'ambiance de tel ou tel clip est aussi variée que les chansons : émouvante, triste (momentum, Endless sorrow), ou joyeuse (BLUE BIRD, fairyland), sombre, surréaliste (1 LOVE, Marionette) ou avec de l'humour (evolution, ANGEL'S SONG, Beautiful Fighters,). Certains sont de petits films tel Voyage. On peut noter que des vidéos comme fairyland, my name's WOMEN, JEWEL, GREEN, et Virgin Road ont été dans le top 20 des clips les plus chers, ce qui est une rareté, voire un fait unique pour une artiste qui n'est pas américaine,,.

### Concerts

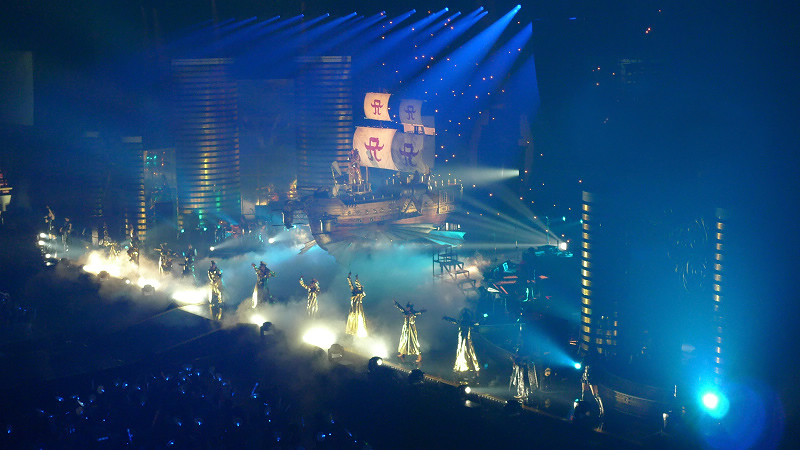
Un concert lors du « ayumi hamasaki ASIA TOUR 2008 〜10th Anniversary〜 ».

Les tournées sont aussi l'occasion d'un grand spectacle, avec l'utilisation d'une production grandiose et très fournie pour les décors, les effets pyrotechniques, les costumes sans oublier chorégraphies et accessoires,.

### Influences
Côté influences, elle cite Madonna, les musiciens de soul Babyface et En Vogue, de même que des groupes de rock tels Led Zeppelin et Deep Purple. Elle admire Michelle Branch, Joan Osborne, Seiko Matsuda, Rie Miyazawa, Keiko Yamada. Cette variété d'influences et d'inspirations contribue à expliquer celle de sa propre musique, à l'image des remixes, très variés également (trance, classique, Eurobeat...), sortis tôt dans sa carrière (17 mars 1999 pour le premier ayu-mi-x).

## Autres activités

### Produits dérivés

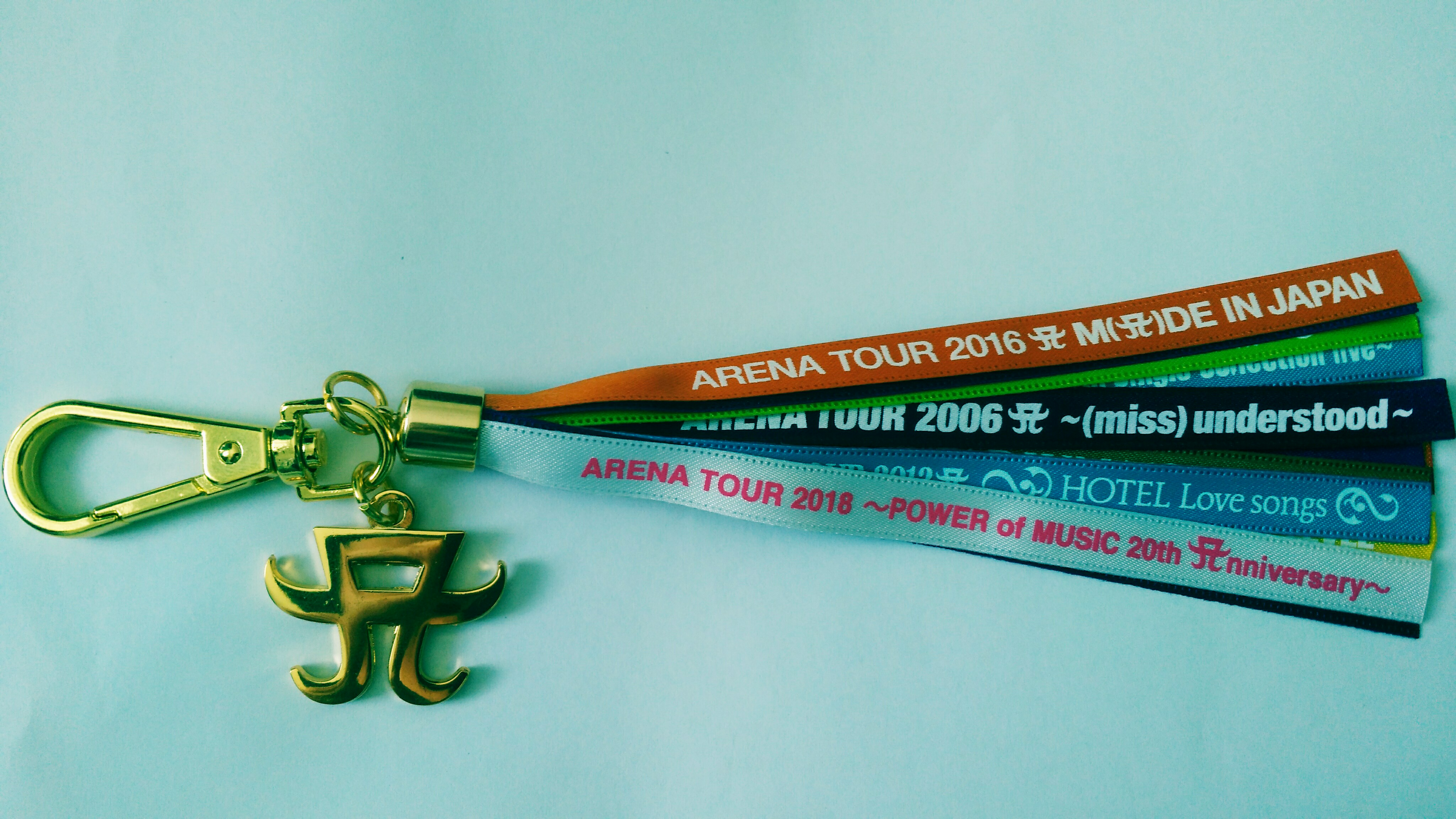
Un porte-clé créé pour la tournée « ayumi hamasaki ARENA TOUR 2018 〜POWER of MUSIC 20th Anniversary〜 ».

Les tournées sont l'occasion de proposer des produits dérivés liés, disponibles pour la TeamAyu tout d'abord, parfois en collaboration avec des marques établies, qui prennent la forme de toutes sortes d'objets du quotidien : sacs, serviettes de bain, t-shirts, mugs, la traditionnelle série d'ayupan (dessiné à l'origine par elle-même et nommé de la sorte car elle trouve qu'il la fait ressembler à un panda) et bien d'autres,.

### Ayu ready?
La popularité et le succès permettent souvent aux artistes de dériver vers d'autres domaines. C'est en 2002 que commence sur Fuji TV une émission musicale dont elle assure la présentation : « ayu ready? ». Pendant environ deux ans et lors de soixante-quatorze émissions d'une demi-heure, elle accueille sur son plateau des invités. Humoristes, acteurs, réalisateurs (Takeshi Kitano lors d'une courte interview) et artistes tels que BoA, Every Little Thing ou Dragon Ash, se succédent, donnant lieu à des duos et des délires en tous genres. Musique et humour, font le succès de cette émission. L'audience s'essoufflant, il est décidé de mettre un terme à cette aventure.

### La marque de vêtementsMTRLG
Elle dessine pour des marques et bien sûr pour la sienne, « MTRLG » (lancée en 2001), des modèles et les promeut lors de séances photos. Cette marque booste ses ventes auprès des jeunes japonaises.

### Courts métrages
Même si elle abandonne assez vite son métier d'actrice, cela ne l'empêche pas de côtoyer les plateaux de tournage. Entre publicités (par exemple pour des scooters, de l'eau en bouteille, des produits cosmétiques) et clips, elle est également l'actrice principale de deux courts métrages, l'un en 2002 réalisé par Isao Yukisada : « Tsuki ni Shizumu » (qui sert de thème au clip de la chanson Voyage) et l'autre, « 距愛 〜Distance Love〜 » tourné à Hong Kong en compagnie de l'acteur Shawn Yue en 2007 et servant de clip à glitter / fated. À noter que contrairement à de nombreuses chanteuses, elle ne tourne aucun drama en parallèle de sa carrière musicale.

## Vie privée

### Vie sentimentale
La chanteuse entretient une relation avec Tomoya Nagase, chanteur du groupe Tokio, pendant sept ans, jusqu'à leur séparation en 2007. Elle s'engage par la suite avec Maro, un de ses danseurs,.
Le 1er janvier 2011, elle annonce son intention de se marier avec l'acteur et mannequin autrichien Manuel Schwarz, qu'elle a rencontré en août de l'année précédente lors du tournage du clip de Virgin Road, et le 2 il est déclaré qu'ils se sont mariés la veille aux États-Unis. Le 16 janvier 2012 elle annonce un futur divorce car bien que désirant s'installer tous les deux aux États-Unis, la catastrophe de 2011 bouleverse les plans de la star, laquelle désirant finalement rester au Japon qui traverse une terrible épreuve.
Sur le site de la TeamAyu le 13 décembre 2013 une publication annonce qu'elle est désormais impliquée dans une relation avec un étudiant en médecine américain qu'elle fréquente depuis le printemps. Le 3 mars de l'année suivante est dévoilé le mariage, déjà prononcé aux États-Unis et en voie d'officialisation au Japon. Ils se séparent finalement en 2016. Le 30 septembre 2016 elle déclare que la procédure de divorce est finalisée. Il semble néanmoins qu'elle traîne en longueur jusqu'en 2018.
Elle annonce le 2 janvier 2020 avoir donné naissance, à la surprise générale, à son premier enfant, un garçon. L'identité du père est inconnue de même que la date de l'accouchement, supposée être « en fin d'année ».
En mai 2021, elle a donné naissance à son deuxième enfant.

### Perte d'audition
Les premiers symptômes apparaissent en 2000, mais, contre l'avis de médecins, elle continue alors à donner des concerts. La chanteuse annonce en janvier 2008 être atteinte de surdité totale et définitive de l'oreille gauche à cause d'acouphènes ou de la maladie de Menière, le diagnostic datant de 2006. Malgré les souffrances rencontrées elle souhaite « en tant que professionnelle, donner la meilleure performance pour tous »,. La situation ne fait ensuite qu'empirer et le 20 mai 2017 elle écrit qu'elle subit une perte de capacité de l'oreille droite ainsi que des malaises et des nausées. Elle souhaite, comme toujours, continuer sa carrière : « la scène est l'endroit auquel j'appartiens. C'est le seul endroit où j'existe vraiment. Je ne connais rien d'autre ».

## Philanthropie
Au mois de mars 2011 elle donne 30 millions de yen à la Croix-Rouge japonaise après un autre don de 5 millions (soit un total d'environ 267 000 euros) en soutien aux victimes du séisme et du tsunami de 2011. De concert avec le magazine ViVi avec lequel elle collabore depuis quelques années déjà, elle dessine des t-shirts vendus pour la même cause. Elle déclare : « de tout mon cœur je souhaite au Japon de se remettre aussi vite que possible et je prie pour les nombreuses personnes affectées par le désastre. En tant qu'être humain je ferai de mon mieux dans ce que je suis capable de faire ».

## Discographie

### Albums studios
Sous le label Nippon Columbia
1. NOTHING FROM NOTHING (1er décembre 1995) (mini-album)

Sous le label Avex Trax
1. A Song for ×× (1er janvier 1999)
2. LOVEppears (10 novembre 1999)
3. Duty (27 septembre 2000)
4. I am... (1er janvier 2002)
5. RAINBOW (18 décembre 2002)
  - Memorial address (17 décembre 2003) (mini-album)
6. MY STORY (15 décembre 2004)
7. (miss)understood (1er janvier 2006)
8. Secret (29 novembre 2006)
9. GUILTY (1er janvier 2008)
10. NEXT LEVEL (25 mars 2009)
11. Rock'n'Roll Circus (14 avril 2010)
12. Love songs (22 décembre 2010)
  - FIVE (31 août 2011) (mini-album)
13. Party Queen (21 mars 2012)
  - LOVE (8 novembre 2012) (mini-album)
  - again (8 décembre 2012) (mini-album)
14. LOVE again (8 février 2013)
15. Colours (2 juillet 2014)
16. A ONE (8 avril 2015)
  - sixxxxxx (5 août 2015) (mini-album)
17. M(A)DE IN JAPAN (29 juin 2016)
  - TROUBLE (15 août 2018) (mini-album)

### Supports innovants
L'artiste a parfois voulu proposer quelque chose de novateur pour certaines de ses sorties, en s'adaptant aux nouvelles technologies. Outre l'album NEXT LEVEL sur clé USB, elle dévoila le single XOXO sous format « Plug Air » qui est un objet de petite taille se branchant dans la prise jack d'un smartphone. Les singles Feel the love / Merry-go-round et Zutto... / Last minute / Walk, en plus de multiples versions physiques, sortirent eux en « Music Card » avec un code sur la carte qui mène vers un site de téléchargement,,.

## Photobooks
- A Book (1999)
- ayumi hamasaki DOME TOUR 2001 HISTORY BOOK (2001)
- uraayu (uraayu - 裏歩) (2002)
- Ayu no Deji Deji Nikki 2000-2009 A (Ayuのデジデジ日記 2000-2009 A) (2009)
- ayumi hamasaki THE LIVE 2008-2009 (2010)
- Ayu no Deji Deji Nikki mini (Ayuのデジデジ日記 mini) (2011)
- AYU HEART NAIL BOOK (2012)
- ayu (2013)
- Ayu LIFE STYLE BOOK (2014)

## Filmographie
- 1993 : Twins Teacher (ツインズ教師), drama pour Asahi TV.
- 1993 : Battle Spirits Ryūko no Ken (バトルスピリッツ 龍虎の拳), anime pour Fuji TV : rôle vocal.
- 1994 : Shin Saiyūki (新・西遊記), drama pour Nippon Television, épisode 11.
- 1995 : Shōnan Liverpool Gakuin (湘南リバプール学院), drama pour Fuji TV.
- 1995 : Sumomo mo Momo (すももももも), drama pour PAL ENTERTAINMENTS PRODUCTION.
- 1995 : Ladys Ladys !! Sōcho Saigo no Hi (麗霆゛子!! 総長最後の日), drama pour PAL ENTERTAINMENTS PRODUCTION.
- 1995 : Miseinen (未成年), drama pour Tōkyō Broadcasting System Television.
- 1995 : Kayō Suspense Gekijō (火曜サスペンス劇場), drama pour Nippon Television.
- 1995 : Grains de sable (渚のシンドバッド, Nagisa no Shindobaddo) de Ryōsuke Hashiguchi, drama pour Tōhō : Kasane Aihara.
- 1996 : Doyō Wide Gekijō (土曜ワイド劇場), drama pour Asahi TV.
- 1996 : Yami no Purple Eye (闇のパープル・アイ), drama pour Asahi TV.
- 1996 : Doyō Wide Gekijō (土曜ワイド劇場), drama pour Asahi TV.
- 1996 : Kitto Dareka ni au Tame ni (きっと誰かに逢うために), drama pour TV Tōkyō.
- 1996 : Gakko II (学校II) de Yōji Yamada, drama pour Shōchiku.
- 1997 : Shōnan Bakusō Zoku (湘南爆走族), pour Tokuma Japan Communications.
- 2002 : Tsuki ni Shizumu (月に沈む), court-métrage créé pour la chanson Voyage, il lui servit de clip et sortit en DVD.
- 2007 : 距愛 〜Distance Love〜, utilisé pour les clips des chansons du single glitter / fated.